# Goedele Liekens
Goedele Liekens, née à Aarschot (Belgique) le 21 janvier 1963, est une psychologue  et sexologue belge, Miss Belgique en 1986, personnalité de la télévision et ambassadrice de bonne volonté pour les Nations unies. Depuis 2019, elle est engagée en politique et membre de OpenVLD.

## Biographie

### Enfance et formation
Goedele Liekens est née à Aarschot en 1963 et a grandi à Begijnendijk. Elle a étudié la psychologie à la VUB. À partir de 1986, elle s'investit dans le concours Miss Belgique qu'elle remporte. Par la suite, elle reprend ses études et obtient une licence en psychologie clinique à la VUB.
En 2003 après avoir repris les études, elle sort de la KU Leuven avec un diplôme de science familiale et de sexologie.

### Parcours politique
En mars 2019, elle annonce qu'elle va se présenter aux élections législatives fédérales belges de 2019 en troisième position sur la liste de l'Open Vld dans le Brabant flamand. Elle est élue.

## Mandat politique
- Depuis le 20/06/19 : Députée fédéral à la Chambre des représentants de Belgique.